# Nacho Cerdà
Nacho Cerdà is een Spaans cultregisseur.
Zijn waarschijnlijk meest roemruchte film is Aftermath (1994), over een lijkschouwer die bij een autopsie overgaat tot necrofilie. Hij heeft in de jaren 90 drie korte film geregisseerd die hem een grote bekendheid brachten in de wereld van de arthouse horror/cult horror. Ook verdacht men hem van het maken van de bekende korte film The Roswell Alien Autopsy.
In 2006 maakte Cerdà zijn eerste lange speelfilm, The Abandoned, waarvoor hij samen met culticonen Karim Hussain (Subconsciouse Cruelty) en Richard Stanley (Dust Devil) het verhaal schreef. Op dit moment is hij bezig met Coffin Of Light, een documentaire over de Spaanse horrorindustrie in de jaren 70. Ook deze documentaire schreef hij met behulp van Karim Hussain.

## Filmografie
- Coffin Of Light - 2008 (post-productie)
- The Abandoned - 2006
- The Machinist: Breaking The Rules (documentaire) - 2005
- Europe 99euro-films2 - 2003 (onderdeel Las Olas)
- Genesis (korte film) - 1998
- Aftermath (korte film) - 1994
- The Awakening (korte film) - 1990

- Biblioteca Nacional de España: XX1730503
- Catàleg d'autoritats de noms i títols de Catalunya: 981058514079306706
- Gemeinsame Normdatei: 133965368
- International Standard Name Identifier: 0000 0001 1953 9629
- Library of Congress Control Number: no2010011688
- Système universitaire de documentation: 225609657
- Virtual International Authority File: 106905745
- WorldCat: E39PBJcBWrKrXM8Y9mC7Y3xJjC